# Mohammed Alhassan
Mohammed Alhassan (Ghana, 9 gennaio 1984) è un calciatore ghanese, centrocampista degli Eleven Wise.

## Carriera

### Nazionale
Ha preso parte ai giochi olimpici del 2004 senza però scendere in campo.